# Antoine Védrenne
Antoine "Erneste" Védrenne (Castilhon de Dordonha, Gironda, 17 de setembre de 1878 – Castilhon de Dordonha, 13 de gener de 1937) va ser un remer francès que va competir cavall del segle xix i el segle xx. El 1900 va prendre part en els Jocs Olímpics de París, on guanyà una medalla de bronze en la prova de dos amb timoner com a membre de l'equip Rowing Club Castillon.